# کارولین سیمون
کارولین سیمون (متولد ۲۴ نوامبر ۱۹۹۲) بازیکن فوتبال اهل آلمان است که در باشگاه اس سی فرایبورگ، در پست مدافع مشغول به بازی است.
او فوتبال خودش را از باشگاه آینتراخت بائوناتال آغاز کرد و در ادامه در تابستان سال ۲۰۰۸ به تیم دسته سومی یان کالدن پیوست. کارولین در اول ژانویه ۲۰۰۸ با پیوستن به باشگاه هامبورگ توانست در بوندس لیگا حضور یابد.